# Campeonato Pan-Americano Universitário de Basquete
O Campeonato Pan-Americano Universitário de Basquete foi um evento esportivo em Salvador que ocorreu entre os dias 09 a 14 de agosto de 2010 no Ginásio do Colégio Salesiano. Foi realizado pela Confederação Brasileira do Desporto Universitário em parceria com a Organização Desportiva Universitária Pan-Americana, com o apoio de diversas empresas e órgãos governamentais, como a Sportv, Prefeitura de Salvador, Secretaria Municipal de Educação, Cultura, Esporte e Lazer, Superintendência dos Desportos do Estado da Bahia (SUDESB), o Governo do Estado da Bahia, TV Bahia e Ministério do Esporte.
O Campeonato contou com a participação das seguintes Seleções: Brasil, Estados Unidos, Chile,Paraguai e Colômbia divididos em dois grupos: Grupo A, composto por Brasil, Colômbia e Chile e grupo B formado por Estados Unidos, Uruguai e Paraguai

## Resultados
| Posição      | País           |
| ------------ | -------------- |
| Campeão      | Brasil         |
| Vice-Campeão | Estados Unidos |
| 3º Lugar     | Chile          |
| 4º Lugar     | Paraguai       |
| 5º Lugar     | Colômbia       |